# Alliance patriotique
 (mai 2025).
Si vous disposez d'ouvrages ou d'articles de référence ou si vous connaissez des sites web de qualité traitant du thème abordé ici, merci de compléter l'article en donnant les références utiles à sa vérifiabilité et en les liant à la section « Notes et références ».
Le groupe parlementaire Alliance patriotique souvent abrégé en AP  est le groupe parlementaire de l'Assemblée nationale guinéenne constitué autour de 9 partis dont UDG, UFD, MPDG, RRD, PGPD, ARN, NGR, GECI, PPD.
Il est constitué à la suite des élections législatives du 22 mars en Guinée.

## Composition
Le groupe parlementaire Alliance Patriotique se compose de quatorze membres.

### Effectifs et dénomination
| Année | Nom                  | Nombre de membres | Nombre d’apparentés | Nombre de députés | Évolution | Pourcentage |
| ----- | -------------------- | ----------------- | ------------------- | ----------------- | --------- | ----------- |
| 2020  | Alliance patriotique | 14                |                     | 14                | —         | 16 %        |

## Organisation

### Présidents
| Période       | Période          | Identité           | Parti | Parti                          | Qualité |
| ------------- | ---------------- | ------------------ | ----- | ------------------------------ | ------- |
| 22 avril 2020 | 5 septembre 2021 | Elhadj Dembo Sylla | UDG   | Député, liste nationale du UDG |         |

## Membres

### Liste des membres
Liste des membres du groupe AP, au 22 avril 2020

### Membres du bureau de l’Assemblée nationale
sur les dix-sept membres, trois sont du groupe GAP dont :
- Elhadj Dembo Sylla Président de GAP
- Abdoulaye Kourouma, 6e secrétaire parlementaire (GAP)
- Fodé Mohamed Soumag, 5e Vice-président (Geci/GAP)